# Rhinoraja rosispinnis
Rhinoraja rosispinnis és una espècie de peix de la família dels raids i de l'ordre dels raïformes.